# Stadion Miejski w Koronowie
Stadion Miejski – stadion sportowy w Koronowie, w Polsce. Obiekt może pomieścić 1200 widzów. Swoje spotkania rozgrywają na nim piłkarze klubu Victoria Koronowo.